# Cedrus deodara
Cedrus deodara, comúnmente llamado cedro del Himalaya, cedro deodar o cedro de la India, ( en urdu: ديودار‎ deodār, hindi y sánscrito: देवदार devdar; chino: 喜马拉雅雪松 xǐmǎlāyǎ xuěsōng) es una especie perteneciente a la familia Pinaceae, nativa del oeste del Himalaya, este de Afganistán, Pakistán, noroeste y norte y centro de India, sudoeste del Tíbet y oeste de Nepal, desarrollándose a 1500-3200 m de altitud. 

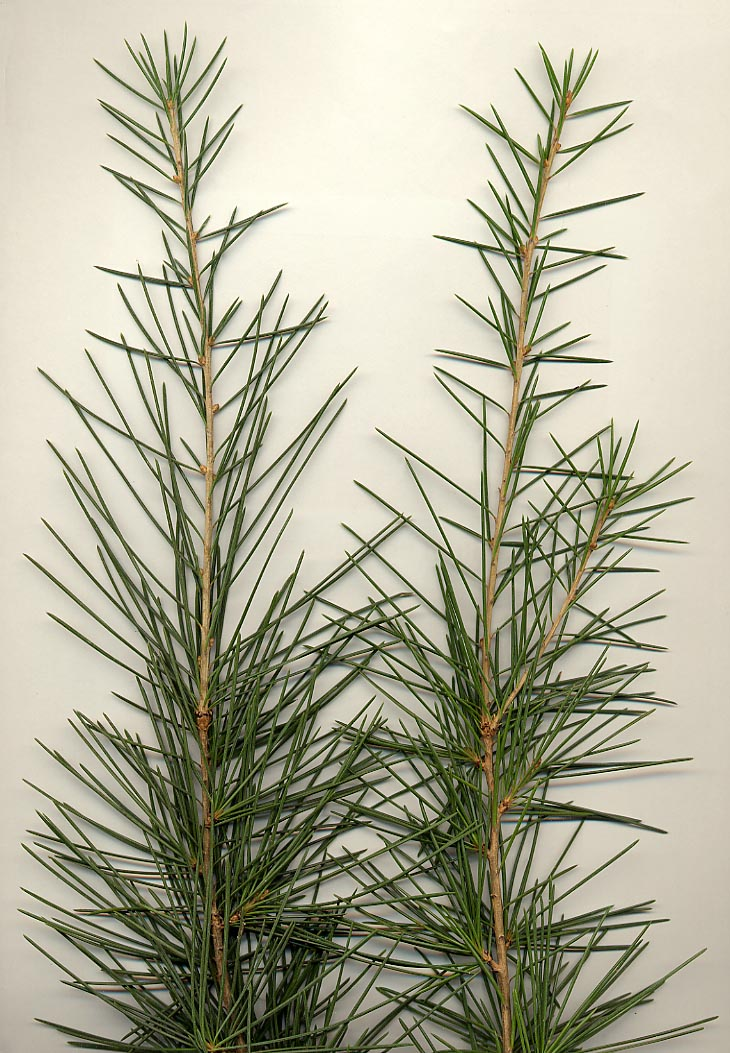
Cedrus deodara, acículas largas y blandas

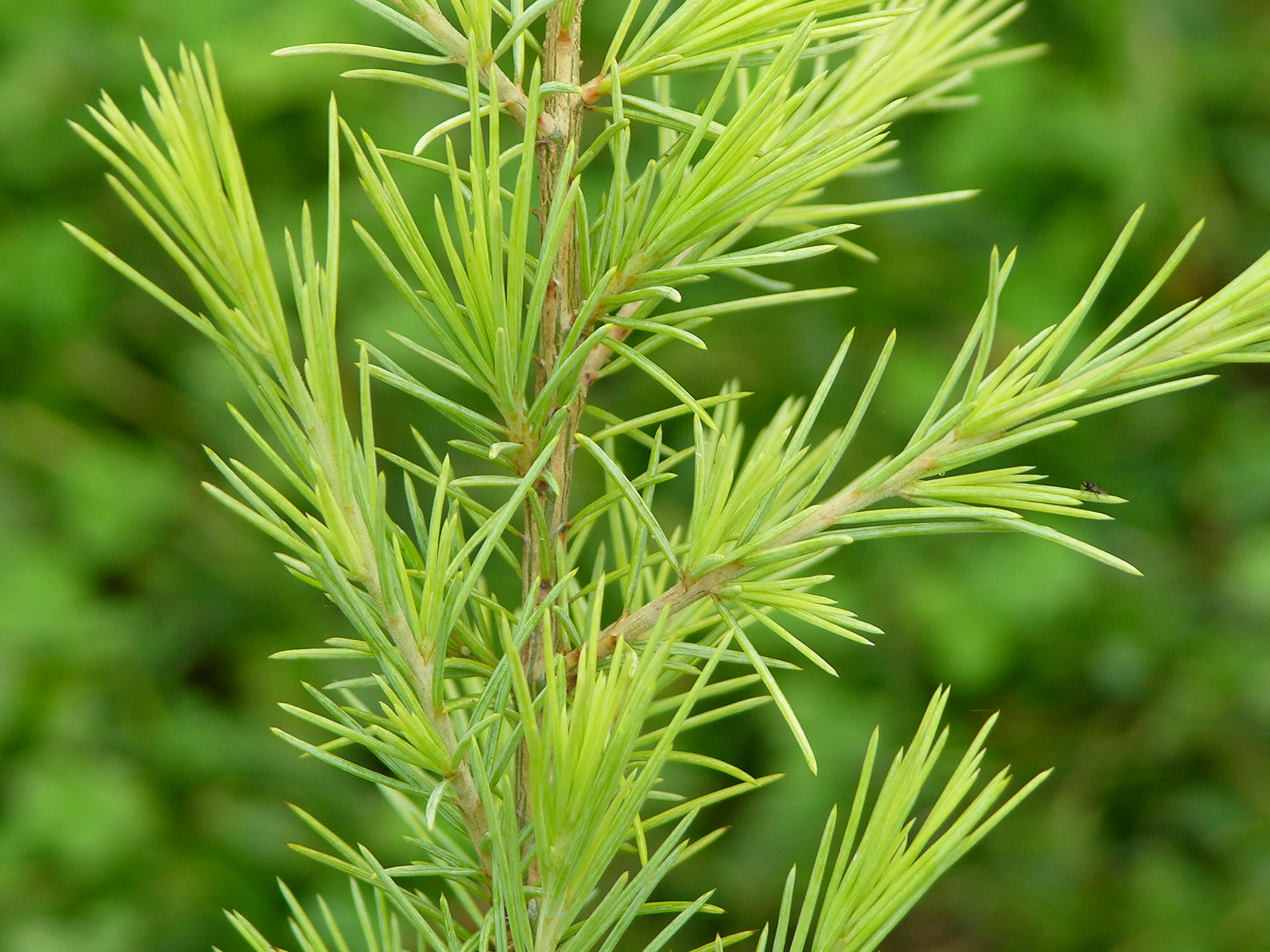
Cedrus deodara

## Descripción
Es una gran conífera de porte cónico que alcanza los 40-50 metros de altura, alcanzando excepcionalmente los 60 m con un tronco de 3 metros de diámetro.
Las hojas son aciculares de 2,5-5 cm de longitud, llegando a los 7 cm de longitud, y 1 mm de ancho, de color verde brillante o verde-azulado. Las piñas son de 7-13 cm de longitud y 5-9 cm de ancho, se desintegran cuando maduran para lanzar las semillas aladas.

## Propiedades
Las propiedades curativas de Cedrus deodara están bien registradas en la India en los medicamentos ayurvédicos, que se indican a continuación.
El interior de la madera es aromático y se utiliza para hacer incienso, también puede destilarse para hacer aceite esencial. Debido a que los insectos evitan este árbol, el aceite esencial se usa como repelente de insectos para los caballos, vacas y camellos. También tiene propiedades antifúngicas y tiene un potencial para el control del deterioro por hongos de las especias durante el almacenamiento. La corteza exterior y el tallo son astringentes. Se utiliza como carminativo, antiespasmódico, sudorífico, estimula la orina y es aromático. En la medicina ayurvédica se informó de que a) la función digestiva aumenta, b) efectúa la eliminación de toxinas del intestino, c) alivia la tos, d) cura enfermedades de la piel como el eccema y la psoriasis. El aceite de cedro es a menudo utilizado por sus propiedades aromáticas, en especial en la aromaterapia y tiene un olor característico leñoso que puede cambiar algo en el curso de la desecación. Los aceites crudos son a menudo de color amarillento o incluso un color más oscuro. Sus aplicaciones abarcan perfumes de jabones, aerosoles domésticos, ceras para pisos e insecticidas.
Química
La corteza de Cedrus deodara contiene grandes cantidades de taxifolina. La madera contiene cedeodarin (6-methyltaxifolin), dihydromyricetin (ampelopsin), cedrin (6-methyldihydromyricetin), cedrinoside y deodarin (3′,4′,5,6-tetrahydroxy-8-methyl dihydroflavonol). Los principales componentes del aceite esencial incluyen α-terpineol (30.2 %), linalool (24.47 %), limoneno (17.01 %), anetol (14,57 %), cariofileno (3,14 %) y eugenol (2,14 %). El cedro deodar también contiene lignanos y el sesquiterpeno fenólico himasecolona junto con ácido isopimárico. Otros compuestos han sido identificados como (-)-matairesinol, (-)-nortrachelogenin y un dibenzylbutyrolactollignan (4,4',9-trihydroxy-3,3'-dimethoxy-9,9'-epoxylignan).

## Taxonomía
Calliandra macrophylla fue descrita por (Roxb.) G.Don y publicado en Loudon's Hortus Britannicus. A catalogue . . . 388, no. 23637. 1830.
Etimología
Cedrus: nombre clásico del cedro, 
deodara: epíteto latino, proviene del sánscrito, y significa dedicado a Dios. (Cita en Árboles Ornamentales) 
Sinonimia
- Abies deodara (Roxb. ex Lamb.) Lindl.
- Cedrus indica Chambray
- Cedrus libani var. deodara (Roxb. ex Lamb.) Hook.f.
- Cedrus libani subsp. deodora (Roxb. ex Lamb.) P.D.Sell
- Larix deodara (Roxb. ex Lamb.) K.Koch
- Pinus deodara Roxb. ex Lamb.
- Pinus deodara Roxb.[15][16]